# Araneus sturmi
Araneus sturmi là một loài nhện trong họ Araneidae.
Loài này thuộc chi Araneus, được Hahn miêu tả năm 1831.

## Hình ảnh

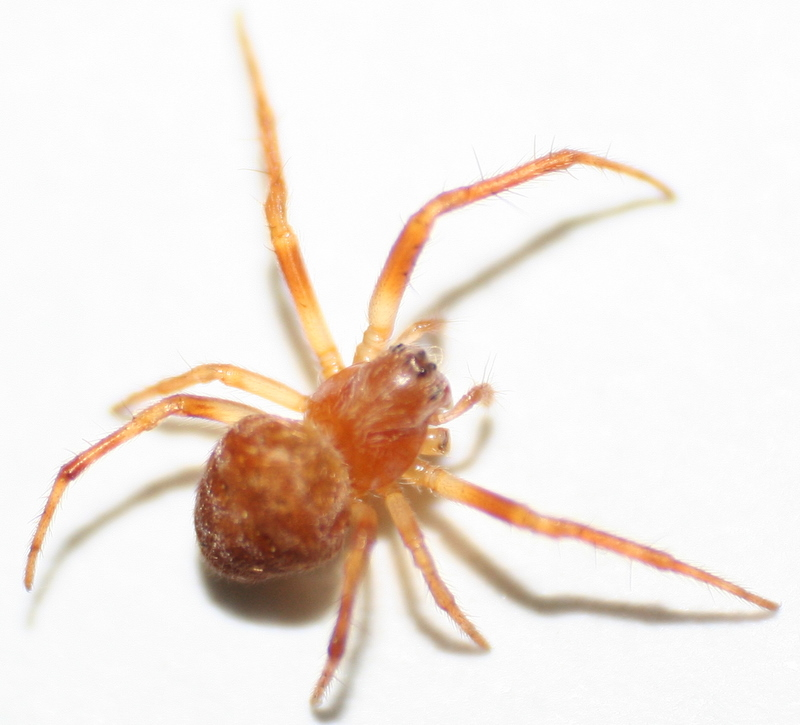
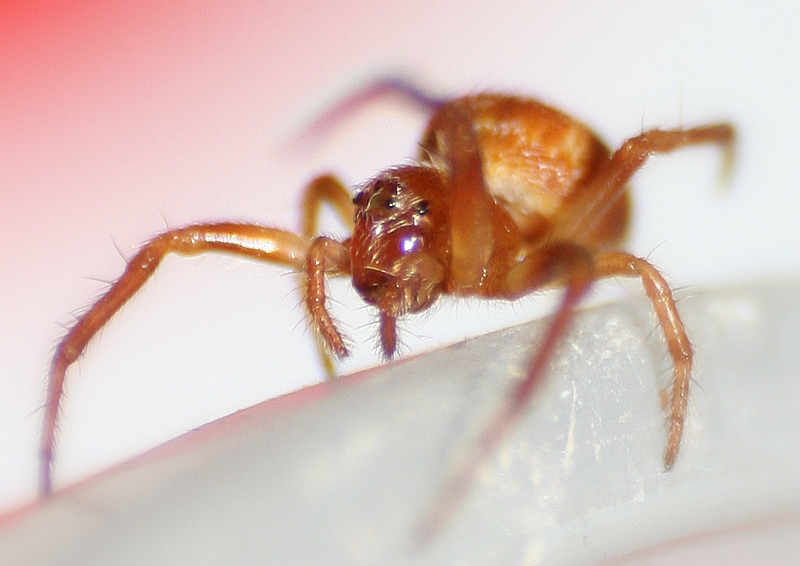